# 椋鳩十児童文学賞
椋鳩十児童文学賞（むくはとじゅうじどうぶんがくしょう）は、鹿児島県鹿児島市が市制100周年を記念し、1991年に設立した児童文学対象の文学賞。2014年の第24回で終了した。
児童文学者、椋鳩十の功績を讃えて設立された。新人の初刊本のみを対象とする賞だった（後に新人の第2作目までに変更）。

## 受賞作品

### 第1回から第10回
- 第1回（1991年）「お引越し」 ひこ・田中・「DownTown通信～友だち貸します」 石原てるこ
- 第2回（1992年）「リズム」 森絵都
- 第3回（1993年）「パパにあいたい日もあるさ」 もとやまゆうほ
- 第4回（1994年）「ちいさいえりちゃん」 村山早紀
- 第5回（1995年）「海にむかう少年」 にしざきしげる
- 第6回（1996年）「泣けない魚たち」 阿部夏丸
- 第7回（1997年）「僕のフェラーリ」 坂元純
- 第8回（1998年）「バイ・バイ-11歳の旅だち－」 岡沢ゆみ
- 第9回（1999年）「ビート・キッズ－Beat Kids」 風野潮
- 第10回（2000年）「ナシスの塔の物語」 みおちづる

### 第11回から第20回
- 第11回（2001年）「天のシーソー」 安東みきえ
- 第12回（2002年）「おれんじ屋のきぬ子さん」 河俣規世佳
- 第13回（2003年）「寿司屋の小太郎」 佐川芳枝
- 第14回（2004年）「人形の旅立ち」 長谷川摂子
- 第15回（2005年）「雪の林」やえがしなおこ
- 第16回（2006年）「走れ、セナ！」香坂直
- 第17回（2007年）「冬の龍」藤江じゅん
- 第18回（2008年）「ボクシング・デイ」樫崎茜
- 第19回（2009年）「ひらがな　だいぼうけん」宮下すずか
- 第20回（2010年）「ぼくとあいつのラストラン」佐々木ひとみ

### 第21回から第30回
- 第21回（2011年）「ピアチェーレ　風の歌声」にしがきようこ
- 第22回（2012年）「むこうがわ行きの切符」小浜ユリ
- 第23回（2013年）「山の子みや子」石井和代
- 第24回（2014年）「かさねちゃんにきいてみな」有沢佳映

## 選考委員
- 第1回～第13回　たかしよいち、長崎源之助、西本鶏介、三木卓
- 第14回～第24回　たかしよいち、那須正幹、西本鶏介、三木卓